# Rhinosimus nitens
Rhinosimus nitens is een keversoort uit de familie platsnuitkevers (Salpingidae). De wetenschappelijke naam van de soort werd in 1866 gepubliceerd door John Lawrence LeConte.